# 秘密の花園 (曲)
「秘密の花園」（ひみつのはなぞの）は、1983年2月3日にCBS・ソニーからリリースされた松田聖子の12枚目のシングル。規格品番はEP:07SH-1253。1989年には8cmCDとして、2004年には紙ジャケット仕様の完全生産限定盤12cmCDとして再びリリースされている。

## 制作
「秘密の花園」は、オリコン週間チャートにてシングル連続1位の新記録が掛かっており、制作は難航した。作曲は元々、財津和夫に依頼していたが、締切までに松田のプロデューサーのOKが出ず、財津が辞退したと云われている。急遽、前年に松田の曲を手掛けていた呉田に作詞の松本隆が直々に依頼。全国ツアー中だった彼女に拝み倒し、3日で曲を付けてもらったという。このような経緯から、本来は曲先で制作される彼女の提供曲と異なり、詞先で作曲された楽曲となっている。財津が作曲したと云われる全く異なるメロディのデモ音源も動画サイト等で出回っている。
本曲で初めてフジテレビ系「夜のヒットスタジオ」のトリを飾った。歌唱時は白のマイクロミニスカートの衣装が多かった。松田のこのスタイルのスカートは珍しく、当時話題になった。パターンによっては、片手を突き上げる振付時に、下にはいている衣装が映ってしまう事が度々あった。

## チャート成績
オリコンでは「風は秋色/Eighteen」より10作連続の1位獲得となり、当時の記録であったピンク・レディーの9作連続を上回った。

## 収録曲
1. 秘密の花園（3:33）
作詞：松本隆／作曲：呉田軽穂(松任谷由実)／編曲：松任谷正隆
2. レンガの小径（3:43）
作詞：松本隆／作曲：財津和夫／編曲：大村雅朗

## カバー
秘密の花園
- YUKI（2006年、トリビュート・アルバム『Jewel Songs 〜Seiko Matsuda Tribute & Covers〜』収録）
- 松下優也（2011年、シングル『Naturally』）
- 原田知世（2016年、カバーアルバム『恋愛小説2 -若葉のころ』収録）[5]

レンガの小径
- 河合その子（1987年、ライブビデオ『その子の夏』収録）

## 関連作品
- 秘密の花園　
  - ユートピア
  - Seiko・plaza
  - Seiko-Train　※LP盤のみ
  - Seiko Box
  - Seiko Monument
  - Bible II
  - Complete Bible
  - Best of Best 27
  - Premium Diamond Bible
  - Diamond Bible
  - SEIKO STORY〜80's HITS COLLECTION〜
  - Seiko Matsuda Hit Collection Vol.1
  - We Love SEIKO -35th Anniversary 松田聖子究極オールタイムベスト50Songs-
  - Seiko Matsuda Sweet Days
  - Seiko Matsuda 40th Anniversary Bible -blooming pink-
- レンガの小径　
  - Touch Me, Seiko
  - Complete Bible
  - Seiko Matsuda Sweet Days